# George Garbutt
George Frederick « Tic » Garbutt (né le 18 juin 1903 à Winnipeg, mort le 21 septembre 1967 dans la même ville) est un joueur canadien de hockey sur glace.

## Carrière
George Garbutt commence sa carrière dans l'équipe de hockey sur glace de l'université du Manitoba jusqu'à l'obtention de son diplôme en 1922. Il joue ensuite dans l'équipe des diplômés. Cette équipe représente le Canada au Championnat du monde de hockey sur glace 1931, à Krynica-Zdrój en Pologne début février. Le Canada remporte la médaille d'or. Les Canadiens sont invaincus lors de leurs six matchs et marquent 24 buts et n'en prennent aucun (seule la Suède réussit une égalité 0-0).
En 1932, il fait partie du Hockey Club de Winnipeg. Au cours de la saison 1930-1931, le Hockey Club de Winnipeg remporte la Keane Memorial Cup en tant que champions de Winnipeg, la coupe Pattison en tant que champions du Manitoba et la Coupe Allan fin mars-début avril 1931. En tant que championne de la Coupe Allan, l'équipe est sélectionnée pour représenter le Canada aux Jeux olympiques d'hiver de 1932 à Lake Placid. Le Canada remporte la médaille d'or. Garbutt est ainsi le premier Canadien d'abord champion du monde puis sélectionné aux Jeux Olympiques et champion olympique. Garbutt ne joue que lors de la victoire 5 à 0 contre l'Allemagne, il marque un but.
Il travaille 37 ans pour National Grain Co. Sa femme est une Islando-Canadienne. Il est décédé à l’hôpital central de Winnipeg et enterré au cimetière de Brookside.
Il est intronisé au Temple de la renommée du hockey du Manitoba en 2004.